# Wolfgang Straßer

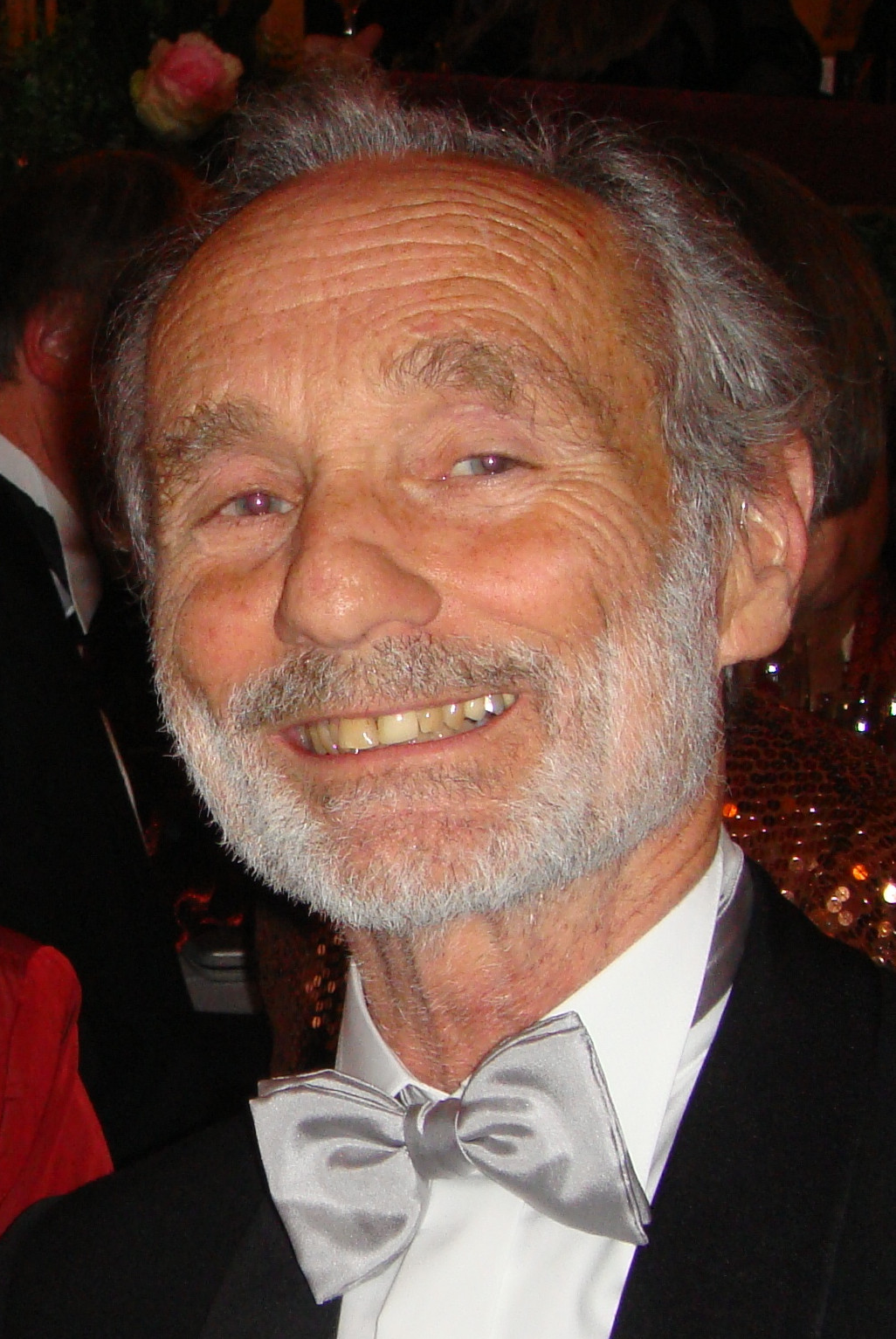
Wolfgang Straßer 2011

Wolfgang Straßer (* 10. August 1941 in Metzingen; † 24. Januar 2015 in Tübingen) war ein deutscher Informatiker. In seiner Dissertation beschrieb er 1974 erstmals das Verfahren, dem  Edwin Catmull später den Namen Z-Buffer gab. Er leistete weiterhin maßgebliche Beiträge in den Bereichen Antialiasing-Verfahren und der Freiformmodellierung von Kurven und Flächen.
Wolfgang Straßer gilt als einer der Begründer der Computergraphik als akademisches Forschungsgebiet im deutschsprachigen Raum. Er veröffentlichte schon in den 1980er- und 1990er-Jahren zusammen mit José Luis Encarnação und später auch Reinhard Klein frühe Standardwerke in deutscher Sprache über das Thema graphische Datenverarbeitung. Ebenso war er in frühe Ansätze zur hardwarenahen Standardisierung von Graphikschnittstellen involviert.

## Leben
Wolfgang Straßer studierte Nachrichtentechnik an der TU Berlin, wo er 1974 als Schüler von Wolfgang Giloi promovierte. Vor seiner Tätigkeit als C3-Professor an der TU Darmstadt war er Leiter der Gruppe Bild am Heinrich-Hertz-Institut in Berlin. 1986 wurde er als ordentlicher Professor an die Eberhard Karls Universität Tübingen berufen, wo er zusammen mit Rüdiger Loos das interfakultäre Wilhelm-Schickard-Institut für Informatik (WSI) aufbaute, welches der Kern der 1990 gegründeten Fakultät für Informatik werden sollte. An seinem Arbeitsbereich Graphisch-Interaktive Systeme (GRIS) waren später regelmäßig über 20 wissenschaftliche Mitarbeiter tätig. Den Grundstein für die Workshops der Eurographics/SIGGRAPH zur Grafikhardware legte er ebenfalls 1986. Um den Austausch zwischen Forschung und Industrie zu fördern, gründete er das Steinbeis-Transferzentrum (G+B) in Tübingen.
Wolfgang Straßer ging 2009 in den Ruhestand und verstarb Ende Januar 2015. Er hinterließ seine Ehefrau und vier Kinder.

## Ehrungen
Für seine wissenschaftlichen Beiträge verlieh ihm die Technische Universität Darmstadt im Jahr 2000 die Ehrendoktorwürde.
Im Jahr 2009 verlieh ihm die European Association for Computer Graphics (Eurographics) für sein Lebenswerk ein Honorary Fellowship.

## Wissenschaftlicher Nachlass
Wolfgang Straßer betreute als Doktorvater mehr als 40 Promotionen und eine große Zahl an Habilitationen.
Aus der straßerschen Schule gingen viele Promovierte und Habilitierte hervor, die ihrerseits zu einflussreichen Computergraphikern im deutschsprachigen Raum und auch international wurden. So zählen die Professoren Hans-Peter Seidel (MPI Informatik Saarbrücken), Reinhard Klein (Universität Bonn), Stefan Gumhold (Technische Universität Dresden), Andreas Schilling (Universität Tübingen), Andreas Weber (Universität Bonn), Thomas Vetter (Universität Basel), Dirk Bartz† (zuletzt Universität Leipzig), Douglas Cunningham (BTU Cottbus), Michael Wand (Universität Mainz), Johannes Hirche (Technische Universität Luleå), Markus Wacker (HTW Dresden), Philipp Jenke (HAW Hamburg), Bernhard Eberhardt (HdM Stuttgart) und Bernhard Thomaszewski (Université de Montréal) zu den Absolventen des Tübinger GRIS.
Weitere von Wolfgang Straßer betreute Doktoranden und Diplomanden sind erfolgreich in der Forschung und Entwicklung in der Computergraphik-Industrie tätig, u. a. bei NVIDIA, Disney Research, Double Negative, PYTHA Lab, Autodesk und Google.

## Gesellschaftliches Engagement
Wolfgang Straßer war einer von wenigen Tübinger Professoren, die sich aus ethischen und wissenschaftlichen Gründen öffentlich gegen die Verwendung von Affen in der Tübinger Hirnforschung aussprachen.